# Jan van Zomeren
Jan van Zomeren (Amerongen, 27 november 1952) is een Nederlands politicus van de PvdA.

## Biografie
Van Zomeren zat in Doorn op de HBS en ging vervolgens in Rotterdam economie studeren. Na zijn propedeuse studeerde hij rechten aan de Rijksuniversiteit Utrecht met een bestuurswetenschappelijke richting.
Hij is vervolgens werkzaam geweest bij de gemeenten Arnhem en Nieuwegein. Hij is plaatsvervangend kabinetschef geweest van de commissaris van de Koningin bij de provincies Drenthe en Noord-Brabant in de periode 1984 - 1991. In 1991 werd hij bestuurssecretaris van de regiopolitie Gelderland-Midden en daarnaast was hij vanaf 2001 als PvdA'er lid van de Provinciale Staten van Gelderland. In september 2003 volgde zijn benoeming tot burgemeester van de Gelderse gemeente Heumen. Eind 2010 werd hij door de gemeenteraad van Gemert-Bakel voorgedragen om daar burgemeester te worden waar hij in maart 2011 benoemd werd. Hij vervulde deze functie tot 1 maart 2016.

## Privé
Van Zomeren is getrouwd en heeft twee kinderen.